# Stanisław Tarło (zm. 1705)
Stanisław Tarło herbu Topór (zm. w 1705 roku) – marszałek Trybunału Głównego Koronnego w 1668 roku, wojewoda lubelski w latach 1689–1705, kasztelan zawichojski w latach 1684–1689.
Był elektorem Augusta II Mocnego z województwa lubelskiego w 1697 roku.